# ستيفن فارمولث
ستيفن فارمولث (بالهولندية: Stephen Warmolts)‏ (10 أبريل 1994 بإيمين في هولندا - ) هو لاعب كرة قدم هولندي في مركز الدفاع. لعب مع نادي هيرنفين وهيلموند سبورت.

## وصلات خارجية
- ستيفن فارمولث على موقع قاعدة بيانات كرة القدم.إي يو (الإنجليزية)
- ستيفن فارمولث على موقع عالم كرة القدم.نت (الإنجليزية)